# Ms Yeah
Ms Yeah é um canal chinês do YouTube que apresenta cozinhar com utensílios de escritório e apresentado por Ms Yeah (chinês:小野), pseudônimo de Zhou Xiaohui (chinês simplificado: 周晓慧; chinês tradicional: 周曉慧). Em cada vídeo, um prato, geralmente chinês, é preparado usando ferramentas encontradas em um espaço de trabalho típico de um escritório. Os vídeos são caracterizados pela falta de narração, locução ou conversa, o que ajudou a popularizar o canal no exterior.
De acordo com Ms Yeah, ela trabalha em uma empresa criativa, o que permitiu que ela e seus colegas de trabalho cozinhassem no escritório. Embora os vídeos sempre tenham a Ms Yeah como atriz principal, a câmera é controlada principalmente por um operador de câmera desconhecido, enquanto os colegas de trabalho fazem pequenos papéis.
 

A maioria dos alimentos cozinhados nos vídeos são pratos chineses comuns e não são difíceis de preparar em si. A Ms Yeah admitiu que os resultados finais muitas vezes não eram bons, mas o objetivo de seu canal não é ensinar os espectadores a cozinhar; portanto, não há instruções de cozimento. 
Eu não quero ser uma 'professora de culinária'. Não quero ensiná-lo a cozinhar e não quero ensinar a ciência de cozinhar. Eu só quero mostrar-lhe uma atitude perante a vida. Você pode encontrar a alegria da vida quando e onde quer que esteja."

## Popularidade
Alguns vídeos apresentam publicidade indireta; a um custo de 500.000 CNY, um produto será mostrado no vídeo. Excepcionalmente para uma celebridade chinesa, o canal é mais popular no exterior do que entre os espectadores domésticos, com 2,8 milhões de seguidores no Facebook em comparação com 2,55 milhões no Weibo em julho de 2017. Devido à falta de narração, os vídeos quase não têm barreira linguística. Além disso, a Ms Yeah e a equipe de produção usam o inglês em mídias sociais estrangeiras, e em aparições públicas ela parece ser fluente em inglês. Isso pode explicar a popularidade dos vídeos no exterior. Em setembro de 2019, a Ms Yeah tinha mais de 7,51 milhões de assinantes, tornando-a uma das YouTubers chinesas mais bem-sucedidas de todos os tempos, apesar do acesso ao YouTube ter sido restrito na China desde 2008.

## Controvérsia
Em 2019, duas meninas de 12 e 14 anos de Shandong ficaram feridas, uma delas fatalmente, depois de supostamente tentar copiar um dos vídeos de Ms Yeah. Ms Yeah pagou uma indenização pelas contas hospitalares das meninas, mas negou a responsabilidade, pois alertou os usuários para não copiarem os vídeos, e a menina não copiou o método exato. Após o acidente, ela teria considerado desistir da série de vídeos depois que os internautas a culparam por ser responsável pela morte da garota, mas depois de um mês de hiato ela continuou enviando. O vídeo que teria sido imitado já foi removido do canal.

## Vida pessoal
Crescendo, Zhou aprendeu a cozinhar com seu pai, que administrava um hotel.
Ela é formada em coreografia pela Universidade Normal de Sichuan e se especializou em direção de vídeo. Seu primeiro emprego foi um estágio na Chengdu Radio & Television como diretora de vídeo, seguida de um emprego como planejadora de casamentos até trabalhar para seu atual empregador.